# 波普先生的企鵝 (電影)
是一部真人家庭喜劇，馬克·華特斯导演，金·凱瑞主演。以一部同名兒童書所改編。本電影原定於2011年8月12日上映，但更改至2011年6月17日。

## 登場角色
- 小湯馬士·“湯姆”·波特／波普（Thomas "Tom" Popper Jr.）—演：金·凱瑞
- 雅曼達·波特（Amanda Popper）—演：卡拉·古奇諾

湯姆的前妻。
- 珍妮（Janie Popper）—演：Madeline Carroll （页面存档备份，存于）

湯姆與雅曼達之女
- 比利（Billy Popper）—演：Maxwell Perry Cotton

湯姆與雅曼達之子
- 莎瑪·凡·崗蒂（Selma Van Gundy）—演：安吉拉·蘭斯伯里

綠地客棧餐廳的老闆。
- 法蘭克林（Mr. Franklin）—演：Philip Baker Hall

湯姆的老闆。
- 瑞德（Mr. Reader）—演：Dominic Chianese

湯姆的老闆。
- 葉慈（Mr. Yates）—演：William Charles Mitchell

湯姆的老闆。
- 奈特·瓊斯（Nat Jones）—演：克拉克·格雷格( Clark Gregg)

紐約動物員的"不會飛的鳥類"部門的員工。
- 皮皮（Pippi）—演：Ophelia Lovibond

波特先生的助理。
- 格明斯先生（Mr. Gremmins）—演：Jeffrey Tambor

湯姆所登場時所接觸的賣家。
- 肯特（Kent）—演：大衛·克倫荷茨

湯姆的鄰居。
- 瑞克（Rick）—演：James Tupper

雅曼達的對象
- 老湯馬士·“湯姆”·波特（Thomas "Tom" Popper Sr.）—聲：Patrick O'Sullivan／Charles L. Campbell（老時）

小湯姆·波特的父親，在兒子年幼時就經常到外地旅行，不在家，以無線電與兒子通訊，代號禿鷹。
- 戴爾（Daryl）—演：Desmin Borges

湯姆所居住的大廈的保安
- 小湯姆的媽媽（Tommy's Mom）—演：Kelli Barrett

## 登場企鵝
由老波特委托部下所送的巴布亞企鵝。牠們於電影拍攝完畢後進駐香港海洋公園。
- 船長（Captain／雌）— 企鵝們的老大，與其他企鵝不同她的胸前的黑白毛形成心形。
- 笨（Nimrod／雄）— 得名的原因是因他是眾企鵝中最笨拙，唯一頭頂沒白毛。
- 臭臭（Stinky／雄）— 容易發生劇烈的胃腸氣脹（放屁），牠的尾部是白色的。
- 愛愛（Lovey／雄）— 喜歡與別人擁抱，她的特徵是左胸部有一點黑色班點。
- 吵吵（Loudy／雌）— 最嘈吵的企鵝，爆咪的特色是他響亮的叫聲以及眼週邊呈鋸齒狀的白色圖案。
- 咬咬（Bitey／雌）— 有一個大嘴，咬咬的頭有一條沿著頭頂正中的白色條紋

## 外部連結
- 官方网站
- 互联网电影数据库（IMDb）上《波普先生的企鵝》的资料（英文）
- AllMovie上《波普先生的企鵝》的资料（英文）
- Metacritic上《波普先生的企鵝》的資料（英文）
- 爛番茄上《波普先生的企鵝》的資料（英文）
- Box Office Mojo上《波普先生的企鵝》的資料（英文）